# Longes
Longes é o sétimo álbum do cantor, compositor e escritor brasileiro Vítor Ramil.
Gravado em Buenos Aires e produzido por Pedro Aznar, neste trabalho Vitor Ramil aprofunda e aperfeiçoa a linguagem que começou a elaborar nos trabalhos anteriores, Ramilonga - A Estética do Frio e Tambong. Se em "Ramilonga" chamava a atenção a unidade em torno de temas e timbres e se a marca de "Tambong" era a diversidade sonora e poética, Longes pode ser definido como uma síntese dessas qualidades, por mais paradoxal que isso pareça, e um avanço a partir delas.

## Músicas
- Todas as faixas compostas por Vitor Ramil, exceto onde anotado.

1. "O Primeiro Dia" (4:43)
2. "Neve de Papel" (3:25)
3. "Noturno" (4:25)
4. "Longe de Você" (4:26)
5. "Perdão" (Melodia e letra para o prelúdio BWV 999 de Johann Sebastian Bach) (3:17)
6. "Noa Noa" (3:24)
7. "Visita" (1:07)
8. "De Banda" (4:18)
9. "Querência" (Vitor Ramil/João da Cunha Vargas) (5:52)
10. "Livros no Quintal" (3:10)
11. "Desenchufado" (3:49)
12. "Sem Dizer" (4:11)
13. "A Word Is Dead" (Vitor Ramil/Emily Dickinson) (0:47)
14. "Adiós, Goodbye" (8:05)

## Prêmios e indicações

### Prêmio Açorianos
| Ano  | Categoria    | Indicação | Resultado |
| ---- | ------------ | --------- | --------- |
| 2004 | Disco de MPB | Longes    | Indicado  |